# Samuel Gottfried Kerst
Samuel Gottfried Kerst (Neuheiden, 12 de dezembro de 1804 — Berlim, 29 de janeiro de 1875) foi um militar e político alemão.
Contratado como mercenário no Corpo de Estrangeiros, foi ajudante de ordens do marechal Gustav Heinrich von Braun
Participou da Sedição de 1830, um movimento republicano ocorrido no Rio Grande do Sul em 1830, organizado por João Manoel de Lima e Silva e soldados alemães do 28°, entre eles Otto Heise, queriam proclamar a república e investir Samuel Gottfried Kerst como presidente, porém os sediciosos foram logo presos.  Kerst enviado para o Rio de Janeiro em uma jaula e retornou para a Alemanha.
Na Alemanha dedicou-se ao magistério e à carreira militar, atuando na repressão à Revolução de 1848. Entrou para a política e foi diversas vezes eleito deputado na Prússia, entre 1862 e 1875.
Publicou "Fragmento de Minha Viagem do Rio de Janeiro ao Rio Grande de São Pedro", além de outras obras na Alemanha, contra a emigração para o Brasil.